# Night Raven
Night Raven är en seriehjälte skapad 1979 av manusförfattaren Dez Skinn, redaktören Richard Burton och tecknaren David Lloyd. Night Raven gjorde sitt första framträdande i Hulk Comic nummer 1, som publicerades av Marvel UK. De tidigaste berättelserna om Night Raven skrevs av Steve Parkhouse och illustrerades av Lloyd. Dock var Skinns chef, Stan Lee, missnöjd med Lloyds illustrationer och han ersattes senare av John Bolton. Night Raven var inspirerad av kiosklitteratursfigurer från 1930-talet, såsom The Shadow och The Spider.